# Karol Bader
Karol Bader (ur. 6 listopada 1887 w Krakowie, zm. 31 lipca 1957 w Warszawie) – polski prawnik, dyplomata, publicysta; m.in. poseł RP w Turcji (1926), Austrii (1926–1931) i Iranie (1942–1945).

## Życiorys
W 1906 ukończył C. K. IV Gimnazjum we Lwowie. Studiował filozofię i socjologię, uzyskał stopień naukowy doktora praw na uniwersytecie w Monachium. Był czynnym członkiem Akademickiego Klubu Turystycznego we Lwowie.
W czasie I wojny światowej kierownik placówki Naczelnego Komitetu Narodowego (NKN) w Bernie. W 1918 pracował w Departamencie Stanu Rady Regencyjnej. Po odzyskaniu niepodległości i utworzeniu Ministerstwa Spraw Zagranicznych został naczelnikiem jednego z wydziałów Departamentu Polityczno-Ekonomicznego, którą to funkcję sprawował do 1921, gdy został mianowany radcą poselstwa RP w Pradze. Od 1 stycznia 1923 do 18 lipca 1924 był chargé d’affaires ad interim w Czechosłowacji. W 1924 powrócił do centrali MSZ, gdzie został naczelnikiem wydziału p.o. dyrektora departamentu. Od 24 marca 1926 do 1 września 1926 był posłem RP w Turcji, od 1 października 1926 do 21 maja 1931 posłem RP w Austrii. 1 lipca 1931 przeniesiono go w stan rozporządzalności, a 30 listopada 1931 w stan spoczynku.
W czasie II wojny światowej przebywał w Londynie, pozostając początkowo w dyspozycji Wydziału Osobowego MSZ rządu RP na uchodźstwie. Od 1 lipca 1942 do 30 czerwca 1945 był posłem nadzwyczajnym i ministrem pełnomocnym RP w Iranie, z zakresem terytorialnym misji również na Irak, Liban i Afganistan.
Po wojnie wrócił do Polski. Był jednym z nielicznych dyplomatów II Rzeczypospolitej przyjętych do służby dyplomatycznej PRL.
Był żonaty z Zofią z Czyżewiczów (1898–1958).
Zmarł w Warszawie. Spoczywa razem z żoną na cmentarzu Powązkowskim (kwatera 101-1-14).

## Ordery i odznaczenia
- Krzyż Komandorski Orderu Odrodzenia Polski (7 listopada 1925)[5]
- Wielka Złota Odznaka Honorowa na Wstędze (Austria, 1931)
- Krzyż Wielki Orderu Korony Rumunii (Rumunia)[6]